# Métro Lille

Logo der Métro Lille

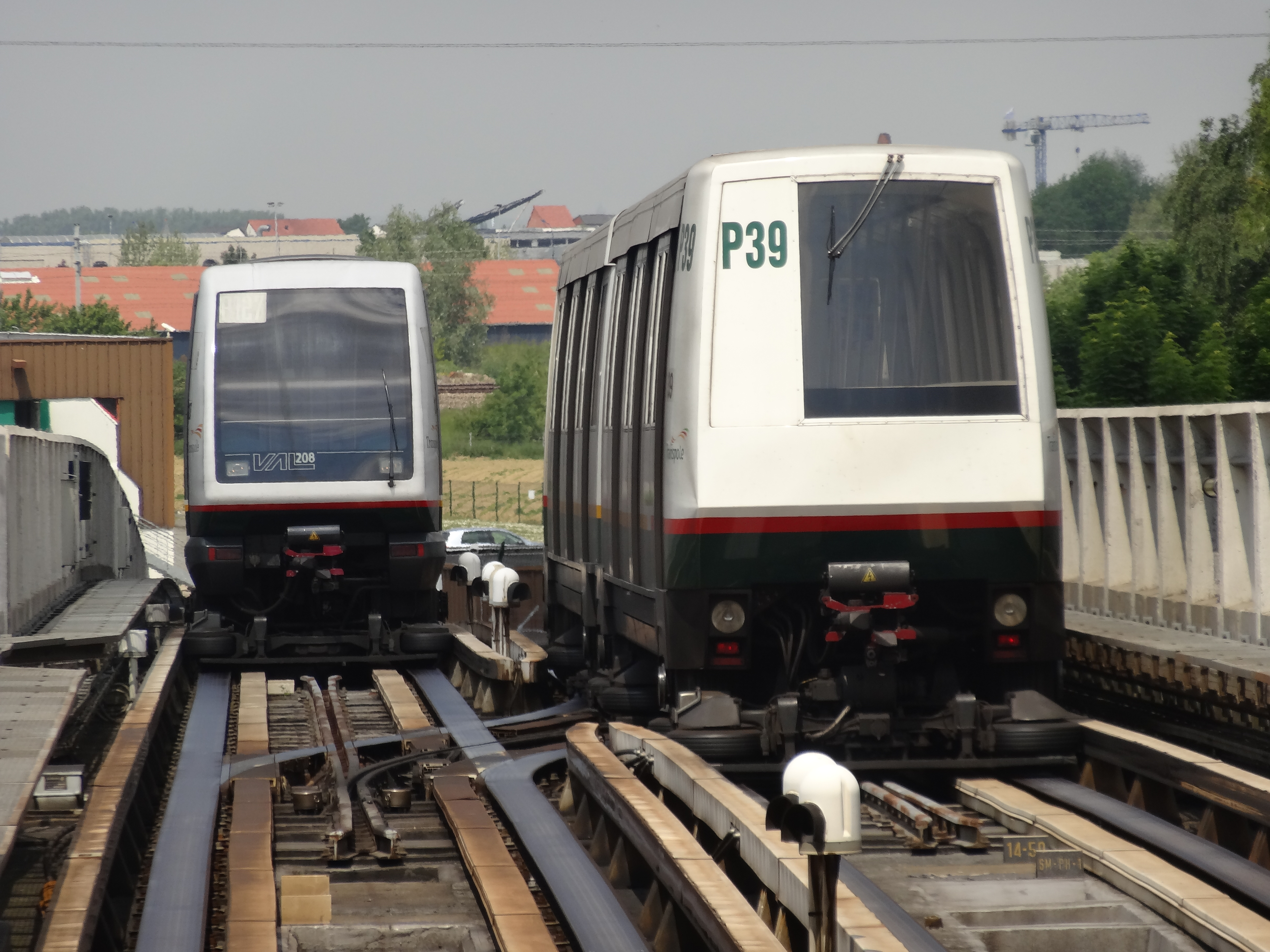
Fahrzeuge der Métro Lille: VAL 208 (links) und VAL 206

Die Métro Lille bildet zusammen mit dem Straßenbahn- und Busnetz den öffentlichen Personennahverkehr im Ballungsraum Lille, welcher sich als nördlichstes französisches Ballungsgebiet mit mehr als einer Million Einwohnern um die Stadt Lille gebildet hat und sich bis in die belgischen Provinzen Hennegau und Westflandern erstreckt. Das 1983 eröffnete Untergrundbahnnetz umfasst zwei Linien und war das erste U-Bahn-System, welches die VAL-Technologie mit gummibereiften Fahrzeugen anwandte. Damit gehört die Metro Lille zu den wenigen U-Bahnen weltweit, die automatisch, das heißt ohne Fahrer, betrieben werden. Betreiber des Metronetzes ist Transports en commun de la métropole lilloise (Transpole).

## Liniennetz

### Linien

U-Bahn- und Straßenbahnnetz von Lille

Die U-Bahn der Stadt Lille besteht aus zwei Linien. Zusammen sind diese derzeit 45,5 Kilometer lang und haben 62 Stationen. Abhängig von der Station verkehren die Metrozüge zwischen 5:00 Uhr und 6:00 Uhr morgens und 23:00 Uhr bis 0:30 Uhr in der Nacht. Das Zugintervall beträgt in den Spitzenzeiten rund 60 Sekunden.
| Linie | Farbe | Strecke                                                | Eröffnung | Länge   | Bahnhöfe |
| ----- | ----- | ------------------------------------------------------ | --------- | ------- | -------- |
| 1     | Gelb  | Quatre Cantons – Stade Pierre-Mauroy ↔ CHU – Eurasanté | 1983      | 13,5 km | 18       |
| 2     | Rot   | Saint-Philibert ↔ CH Dron                              | 1989      | 32 km   | 44       |

### Stationen
Charakteristisch für die Stationen der Metro sind die für fahrerlose Systeme typischen Bahnsteigtüren. Zudem wurden 47 der 62 Stationen architektonisch und künstlerisch individuell durch verschiedene Künstler gestaltet und weisen so eine große Vielfalt moderner Architektur auf.

## Geschichte
Lille, im Norden Frankreichs, bildet mit seinen zahlreichen Umlandgemeinden mit mehr als einer Million Einwohnern die viertgrößte Agglomeration des Landes. Die Einführung eines Metrosystems wurde für diesen Ballungsraum erforderlich.
1968 erfolgte die Gründung der Communauté Urbaine de Lille (CUDL), welche sich unter anderem auf Grund eines zu erwartenden Verkehrschaos in der Zukunft die Verbesserung des Öffentlichen Nahverkehrs als Ziel setzte. Nach Studien könnte dieses Szenario des Verkehrschaos nur dadurch verhindert werden, wenn ein öffentliches Verkehrsmittel eine hohe Frequenz und einen unabhängigen Fahrweg hätte. Dabei war die Wahl des geeigneten Verkehrssystems seitens der CUDL noch offengehalten.
Für ein solches System wurden mehrere Kriterien aufgestellt. Einerseits sollte das Verkehrsmittel eine möglichst ideale Reisegeschwindigkeit erbringen, andererseits musste auch eine hohe Frequenz in den Hauptverkehrszeiten möglich sein, obwohl nur ein Transport von geschätzten 6.000 Personen pro Stunde zu erbringen war. Infolgedessen wurde 1971 international ein Konzept für den Nahverkehr für die Stadt Lille und ihre Umlandgemeinden ausgeschrieben, welches mehrere Bedingungen erfüllen sollten. Dazu gehörten ein eigener Gleiskörper, eine Reisegeschwindigkeit von mehr als 30 km/h, eine Zugfrequenz von einem Zug pro Minute, vollautomatischer Betrieb ohne Fahrzeugführer und ein kleines Lichtraumprofil. Zudem sollten die Betriebskosten und Baukosten gering gehalten werden, um die Realisierung des Projekts zu erleichtern.
Bereits 1972 wurde ein Unternehmenskonsortium unter Führung der Firma MATRA zum Sieger dieses Wettbewerbs erklärt. Damit konnte das VAL-System entwickelt werden (VAL: Véhicule automatique léger, leichter automatisch betriebener Zug). In den Jahren 1973 und 1974 wurden auf einem Versuchsstandort zwei Prototypen getestet. Nach abschließenden Prüfungen und Begutachtungen entschied sich der Conseil de la Communauté urbaine de Lille (deutsch Rat der Stadtgemeinschaft Lille) am 29. März 1974 ein System von vier VAL-Linien zu bauen. Dabei räumte man dem Streckenabschnitt zwischen Villeneuve d’Ascq und Lille Priorität ein.
Der Bau der Werksanlagen am späteren Endbahnhof Linie 1, 4 Cantons in Villeneuve d’Ascq, erfolgte 1977. Die Bauarbeiten an der Strecke der Linie 1 begannen im darauffolgenden Jahr. Beim Bau nahm man am ursprünglichen Konzept noch einige Korrekturen vor. So forderte der Kommunalverband Lille-Roubaix-Tourcoing, dass nicht wie zunächst vorgesehen Wendeschleifen an den Streckenenden konstruiert und somit Zweirichtungsfahrzeuge eingesetzt werden. Ohne diesen Einspruch des Verbandes hätten Einrichtungsfahrzeuge für den Betrieb der Strecke ausgereicht. Auch entgegnete man der Kritik aus der Bevölkerung mit der teilweisen Überplanung der Strecke, was die Fertigstellung und die Inbetriebnahme des Systems verzögerte.
Das Ende der Bauarbeiten erfolgte am 25. April 1983, als die erste Linie zwischen 4 Cantons und République im Beisein des damaligen französischen Präsidenten François Mitterrand eröffnet wurde. Zwei Wochen lang war die Metro im Rahmen der Tage der offenen Tür zu besichtigen, rund 400.000 Personen nahmen dieses Angebot in Anspruch. Am 16. Mai 1983 begann der kommerzielle Betrieb der U-Bahn. Das System bewährte sich sehr gut und hatte Erfolg. Daraufhin wurde schon im Februar 1984 der Beschluss für den Bau einer zweiten Metrostrecke auf dieser technischen Basis gefasst. Es entstand die Linie 1bis, wobei die lateinische Zusatzbezeichnung bis auf eine Zweiglinie der regulären Linie 1 hinwies. Am 2. Mai 1984 war bereits das zweite Teilstück zwischen République und C.H.R. B-Calmette eingeweiht. Seitdem erreicht die Trasse eine Länge von 13,5 Kilometer, davon sind 8,5 Kilometer unterirdisch geführt. Bis heute erfuhr die Linie 1 keine weitere Verlängerung.
Mitte der 1980er Jahre kam es zu einem kontroversen Diskurs, ob das Metrosystem zu Lasten des Straßenbahnnetzes in der Region ausgebaut werden sollte. Als Ergebnis dieser Auseinandersetzung setzte sich die Erkenntnis durch, dass das Straßenbahnnetz ergänzend zur Metro fungieren soll. Zur Attraktivierung der Straßenbahn wollte man diese in den kommenden Jahren modernisieren.
Weiterhin konzentrierte man sich auf den Bau der Linie 1bis. Ein erstes Teilstück dieser Linie war am 3. April 1989 zwischen St-Philibert und Gare (heute Gare Lille Flandres) fertiggestellt. Mit der ersten Verlängerung der Trasse von Gare Lille Flandres bis zur neuen TGV-Station Gare Lille Europe am 5. Mai 1994 erfolgte auch die Umbenennung in Linie 2, da diese den Charakter einer Zweiglinie der Linie 1 verlor.
In den darauffolgenden Jahren wurde die Strecke stetig verlängert: 1995 bis Fort de Mons, 1999 bis Tourcoing-Centre und 2000 wurde schon fast die belgische Grenze mit dem Bahnhof C.H. Dron erreicht. Derzeit ist die Linie 2 mit 31,7 Kilometer und 43 Stationen die längste automatische Linie der Welt.

## Ausbau und Planungen
Seit zahlreichen Jahren wird eine Verlängerung der Linie 1 bis zum Flughafen Lille-Lesquin in Betracht gezogen. Diese Erweiterung kann sowohl vom Streckenende C.H.R. B-Calmette als auch von 4 Cantons mit 4,5 km zusätzlicher Trasse erfolgen. Eine Erweiterung der Strecke von C.H.R. B-Calmette hätte den Vorteil, die Gemeinden Wattignies, Ronchin und Fâches-Thumesnil zu erschließen. Allerdings steht diese Verlängerung der Metrostrecke mit einem Tram-Train-Projekt im Wettbewerb. Zum heutigen Zeitpunkt ist die Verlängerung nach Wattignies bzw. zum Flughafen unwahrscheinlich, eine Verlängerung um eine Station ab C.H.R. Calmette wird aber in Erwägung gezogen, um das neue Gewerbegebiet „Eurasanté“ zu erschließen.
In Planung steht auch, die Züge in Mehrfachtraktion fahren zu lassen, da die Bahnsteige seit dem Bau 52 m lang sind (doppelt so lang wie die Fahrzeuge). Während der Hauptverkehrszeiten sind die Züge trotz des Ein-Minuten-Taktes regelmäßig überfüllt, wobei eine weitere Taktverdichtung aus betrieblichen Gründen nicht möglich ist. Allerdings wird die Anschaffung der zusätzlichen Fahrzeuge auf 400 Millionen Euro geschätzt, weswegen eine Umsetzung erst ca. 2015–2017 in Betracht kommt.
Für die Linie 2 gibt es Pläne, die Strecke einerseits von St. Philibert weiter nach Perenchies zu erweitern und auch von C.H. Dron bis zur Stadt Mouscron in Belgien zu verlängern. Dabei könnte es auch in Zukunft ab Roubaix mehrere Abzweige, möglicherweise nach Hem und Wattrelos geben. Doch die Verlängerung der Metrostrecke hängt neben dem Willen der betreffenden Gemeinden auch von gesetzlichen Bestimmungen zwischen Frankreich und Belgien ab, die auf Schwierigkeiten stoßen und damit die Realisierung dieses Projekts gefährden.
Der Bau einer dritten Linie ist derzeit zurückgestellt, die Verbindung wird durch eine Buslinie bedient. Langfristig könnte diese Achse von einem Tram-Train bedient werden.

## Fahrzeuge

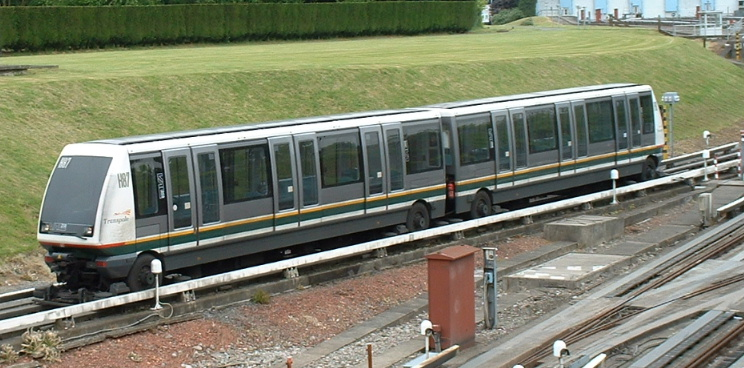
VAL 208 der Métro Lille

Die Fahrzeuge sind zentraler Bestandteil des vollautomatischen VAL-Systems. Daher wurde speziell für dieses U-Bahn-System der neue Fahrzeugtyp VAL 206 entwickelt. 2000 wurde davon eine zweite Generation, der minimal breitere Typ VAL 208, auf der Linie 1 in Betrieb gesetzt.
Die VAL-Metrozüge unterscheiden sich sehr stark von konventionellen U-Bahn-Fahrzeugen. Die Doppeltriebwagen haben eine Länge von 26,14 m, eine Breite von 2,06 m, eine Höhe von 3,25 m sowie ein Leergewicht von rund 28 t. Daraus resultiert ein für U-Bahn-Systeme ungewöhnlich kleines Lichtraumprofil.
Jeder der beiden Wagen hat zwei Achsen mit jeweils zwei Gummirädern und vier horizontal dazu angeordneten Rädern mit Gummibereifung. Letztere üben Druck auf die Führungsschiene aus und führen somit den Wagen. Im Inneren der Gummiräder befindet sich jeweils ein weiterer Reifen, um bei Beschädigungen eine Verformung zu verhindern. So soll sichergestellt werden, dass bei Zwischenfällen die Fahrzeuge mindestens bis zur nächsten Station fahren können.
Alstom liefert 27 Vierwagenzüge eines neuen Typs Metropolis BOA für die Linie 1. Eigentlich sollten diese seit 2023 in Betrieb sein. Trotz erfolgreicher Testphase verzögert sich der Einsatz aber wegen systematischer Mängel und technischer Probleme um ungefähr drei Jahre bis 2026. Neben der Ablösung der vorhandenen Fahrzeuge ist damit auch eine Kapazitätserhöhung verbunden. Anfang 2025 wurden 15 Züge nachbestellt. Die Züge sind 52 Meter lang, haben drei Türen pro Wagenseite und eine Kapazität von 545 Fahrgästen. Mithilfe des Signalsystems Urbalis Fluence soll eine minimale Zugfolgezeit von 66 Sekunden erreicht werden.